# (35102) 1991 RT
1991 أر تي (ويعرف أيضًا باسم (35102) 1991 أر تي وفق تسمية الكوكب الصغير) (بالإنجليزية: 1991 RT)‏ هو كويكب ضمن حزام الكويكبات؛ وترتيبه 35102 من حيث الاكتشاف.
اكتُشف هذا الجُرم الفلكي بواسطة اليانور إف. هيلين في 4 سبتمبر 1991.

## وصلات خارجية
- (35102) 1991 RT في قاعدة بيانات مختبر الدفع النفاث لأجرام النظام الشمسي الصغيرة

- الاكتشاف · مخطط المدار ·  العناصر المدارية · المعلمات المادية

- (35102) 1991 RT على موقع ويكي سكاي: DSS2, SDSS, GALEX, IRAS, Hydrogen α, X-Ray, Astrophoto, Sky Map, Articles and images